# IBOT

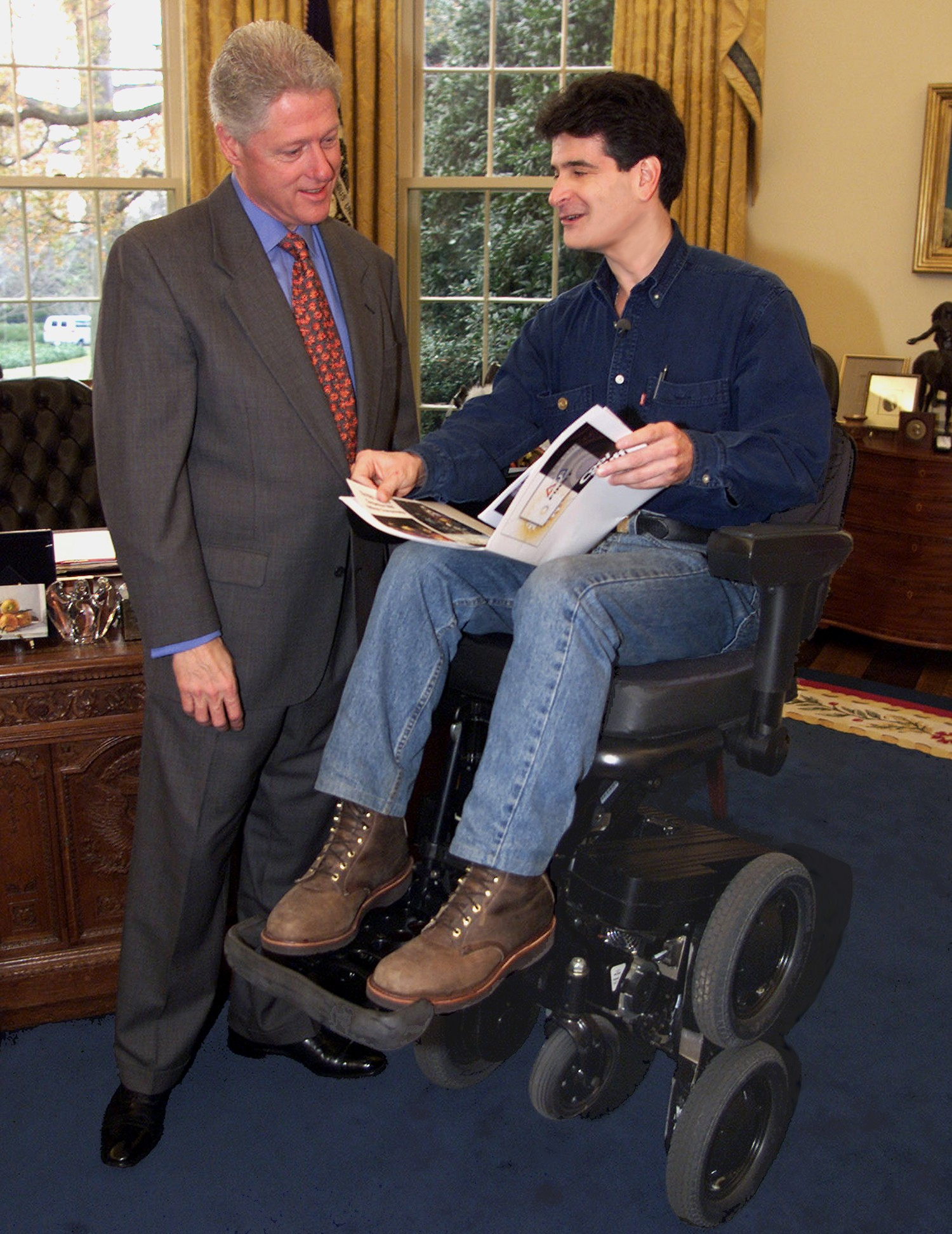
Dean Kamen i en Ibot i Vita huset hos Bill Clinton.

iBOT är en eldriven rullstol som utvecklats av Dean Kamen och hans företag DEKA i samarbete med Johnson & Johnson. Dean Kamen är även uppfinnare av Segwayen och flera tekniska lösningar som utvecklades för Iboten inspirerade, ligger till grund för och används i Segwayen.
Iboten är fyrhjulig, men kan balansera på två hjul vilket gör att användaren kommer upp i ögonhöjd på stående personer. Den kan också klättra uppför trappor och besvärlig terräng genom att använda de båda hjulparen som lyftar och ändå klara av att hålla balansen. Iboten slutade säljas 2009 av Johnson & Johnson.